# Giardino di San Marco
Il giardino di San Marco è un ex-giardino di Firenze, situato tra le attuali via Cavour e via San Gallo, grosso modo tra i siti del Casino Mediceo e di palazzo Socci.

## Storia

### Il Rinascimento
Il giardino è celebre perché qui Lorenzo il Magnifico allestì una sorta di prima Accademia d'arte d'Europa, dove i giovani talenti nel campo delle arti potevano studiare le opere e le tecniche artistiche, copiando le collezioni di arte antica di proprietà medicea.
Nella zona esisteva sin dal medioevo un'area verde, come ci testimonia il toponimo antico di Cafaggio cioè parco, riserva di caccia. Si trovava in pieno "quartiere mediceo", a pochi passi dal palazzo Medici e dalle chiese patronate di San Marco e San Lorenzo, dove vari membri della famiglia avevano acquistato numerose case. Una di queste apparteneva a Cosimo il Vecchio a partire dal 1455 e a ridosso di essa, attorno al 1475, Clarice Orsini, moglie di Lorenzo, decise di acquistare questa area verde dai frati domenicani osservanti di San Marco. Qui più tardi Lorenzo vi collocò la sua collezione di sculture antiche comprate in larga parte a Roma.
L'importanza di questo luogo nelle vicende artistiche del Rinascimento è fondamentale perché, a differenza delle altre collezioni d'antichità conosciute, questa era nata proprio come palestra per le esercitazioni di giovani artisti promettenti, fondando una sorta di gusto di corte, decorativo e basato sull'Antico. Custode delle opere e patrocinatore degli allievi fu Bertoldo di Giovanni, già allievo diretto di Donatello, autore di varie commissioni di Casa Medici.
Per la scelta degli allievi si attinse soprattutto dalla bottega di Domenico Ghirlandaio, fra i quali Michelangelo, Baccio da Montelupo, Francesco Granacci, Pietro Torrigiano, a cui vanno aggiunti Giovan Francesco Rustici, Giuliano Bugiardini, Niccolò Soggi, Lorenzo di Credi e Andrea Sansovino. Essi apprendevano i rudimenti artistici, copiando le sculture classiche ed esercitandosi sia con il disegno che con la scultura e altre tecniche.
Verso il 1480 l'Anonimo gaddiano testimonia la presenza al giardino anche di Leonardo da Vinci.
Lorenzo stesso soprintese alla scuola e si raccontano alcuni aneddoti su di lui e il giovane Michelangelo, come quello relativo alla Testa di un fauno vecchio che il grande scultore, allora tra i quindici e i diciassette anni, aveva copiato da un'opera più antica. Per perizia aveva realizzato la bocca aperta invece che chiusa, in modo da mostrare la lingua e i denti e quando il Magnifico la vide, per burlarlo, lo rimproverò facendogli osservare che i vecchi di solito non avevano una dentatura tanto perfetta. Allora Michelangelo, mentre Lorenzo proseguiva il giro del giardino, sveltamente ruppe un dente e trapanò la gengiva, aspettando che Lorenzo gli ripassasse davanti, il quale rimase sorpreso dalla prontezza e dalla semplicità d'animo del giovane. Questa sarebbe stato l'occasione che spinse Lorenzo a chiedere al padre del ragazzo, Ludovico, di poterlo affiliare, tenendolo presso di sé nel palazzo di via Larga, dove in effetti Michelangelo visse fino alla morte del suo protettore nel 1492 (la presenza di Michelangelo nel giardino è ricordata da due targhe, una su via Cavour e una nella corte interna dell'isolato vicino a piazza San Marco, all'altezza della terrazza di palazzo Socci, in via San Gallo).

### Smantellamento
Con le successive cacciate dei Medici l'area fu dismessa e gradualmente edificata, entrando a far parte del parco del Casino di San Marco, fino al secondo Ottocento quando tutta la zona fu oggetto di una riqualificazione con la costruzione di piazza dell'Indipendenza e via San Leopoldo, e nell'occasione sorsero gran parte dei palazzi signorili odierni.

## Dubbi e riprove
André Chastel, (in Arte e umanesimo a Firenze), nel capitolo dedicato alla leggenda medicea, propone una rilettura degli aspetti del mecenatismo di Lorenzo il Magnifico e dell'ipotetica fondazione della Scuola di San Marco. In particolare pone dubbi sull'effettiva esistenza della scuola, non documentata al di fuori del testo del Vasari.
In pratica, secondo Chastel, Vasari amplificò l'azione di Lorenzo in campo artistico a causa della profonda amicizia con il granduca, suo discendente, e per spiegare e supportare ulteriormente la formazione toscana di Michelangelo.
Dubbi furono espressi anche da Ernst Gombrich, ma la critica più recente, a partire da Caroline Elam (1992), ha rintracciato un'ampia documentazione che ne hanno confermato indubbiamente l'esistenza.

## Omaggi
Al clima del "giardino di San Marco" sono dedicate una sala nella galleria degli Uffizi, allestita con sculture antiche dei nuclei medicei più antichi assieme ad opere pseudoantiche, e una a Casa Buonarroti, contenenti le celebri opere realizzate da Michelangelo in quegli anni di apprendistato, quali la Battaglia dei Centauri e la Madonna della Scala. Una sua rievocazione appare nella serie TV I Medici.